# James C. McLaughlin

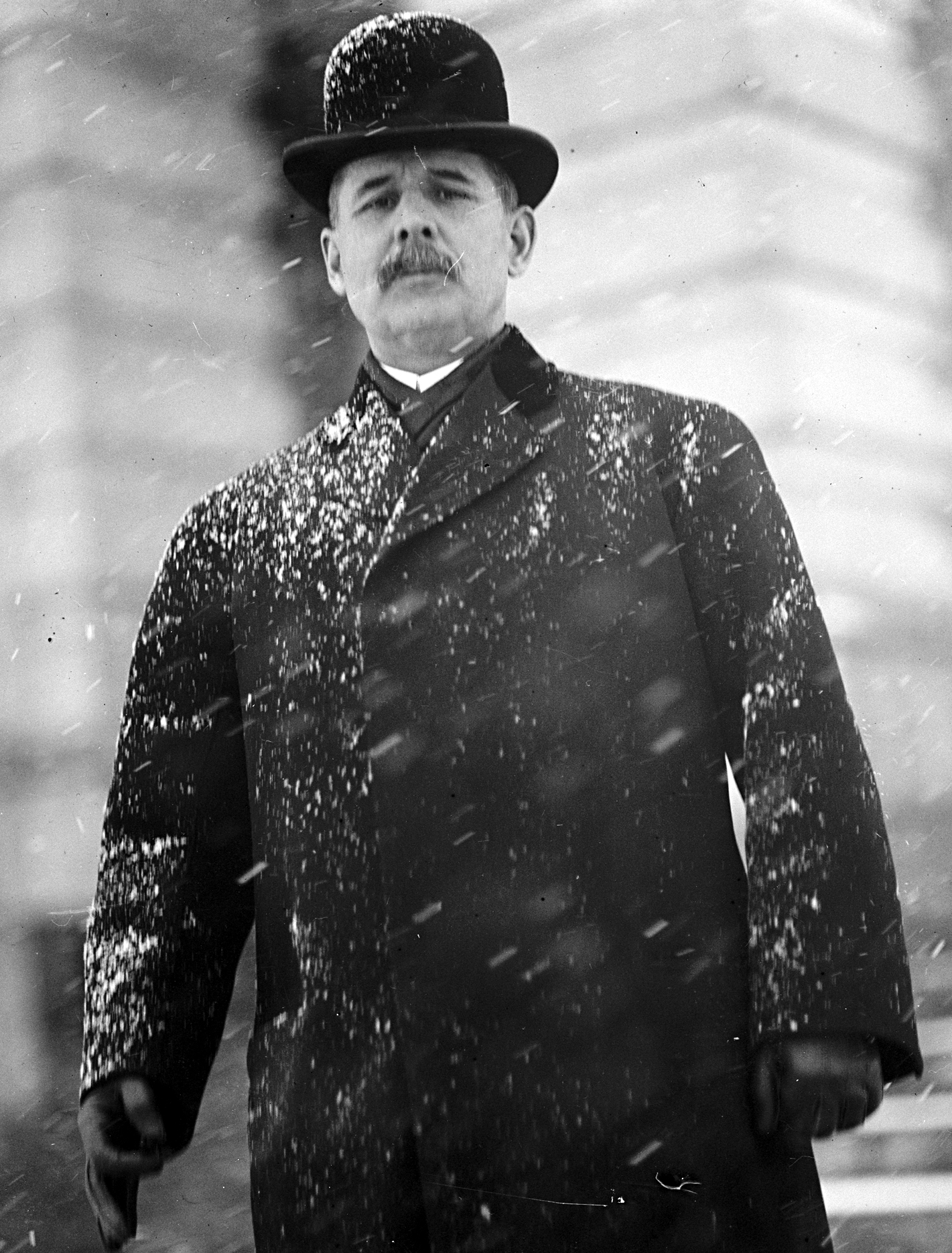
James C. McLaughlin (1910)

James Campbell McLaughlin (* 26. Januar 1858 in Beardstown, Cass County, Illinois; † 29. November 1932 in Marion, Virginia) war ein US-amerikanischer Politiker. Zwischen 1907 und 1932 vertrat er den Bundesstaat Michigan im US-Repräsentantenhaus.

## Werdegang
Bereits im Jahr 1864 kam James McLaughlin mit seinen Eltern nach Muskegon im Staat Michigan, wo er die öffentlichen Schulen besuchte. Danach studierte er bis 1879 an der University of Michigan in Ann Arbor Literatur. Nach einem anschließenden Jurastudium an der gleichen Universität und seiner im Jahr 1883 erfolgten Zulassung als Rechtsanwalt begann er in Muskegon in seinem neuen Beruf zu arbeiten. Zwischen 1887 und 1901 war McLaughlin Staatsanwalt im Muskegon County. Von 1901 bis 1906 gehörte er der staatlichen Steuerkommission von Michigan (Board of State Tax Commissioners) an.
Politisch war McLaughlin Mitglied der Republikanischen Partei. Bei den Kongresswahlen des Jahres 1906 wurde er im neunten Wahlbezirk von Michigan in das US-Repräsentantenhaus in Washington, D.C. gewählt, wo er am 4. März 1907 die Nachfolge von Roswell P. Bishop antrat. Nach zwölf Wiederwahlen konnte er bis zu seinem Tod am 29. November 1932 fast 13 Legislaturperioden im Kongress absolvieren. In diese Zeit fiel unter anderem der Erste Weltkrieg. Außerdem wurden zwischen 1913 und 1920 der 16., der 17., der 18. und der 19. Verfassungszusatz im Kongress beraten und verabschiedet.
Bei den Kongresswahlen des Jahres 1932 unterlag McLaughlin dem Demokraten Harry W. Musselwhite. Seine Zeit als Kongressabgeordneter wäre somit am 3. März 1933 zu Ende gegangen. Er starb aber bereits wenige Wochen nach den Wahlen, am 29. November 1932, in Marion (Virginia), als er auf dem Weg in die Bundeshauptstadt war. Sein Mandat blieb bis zum Amtsantritt von Musselwhite am 4. März 1933 unbesetzt.